# 基瓦魯盧伊鄉

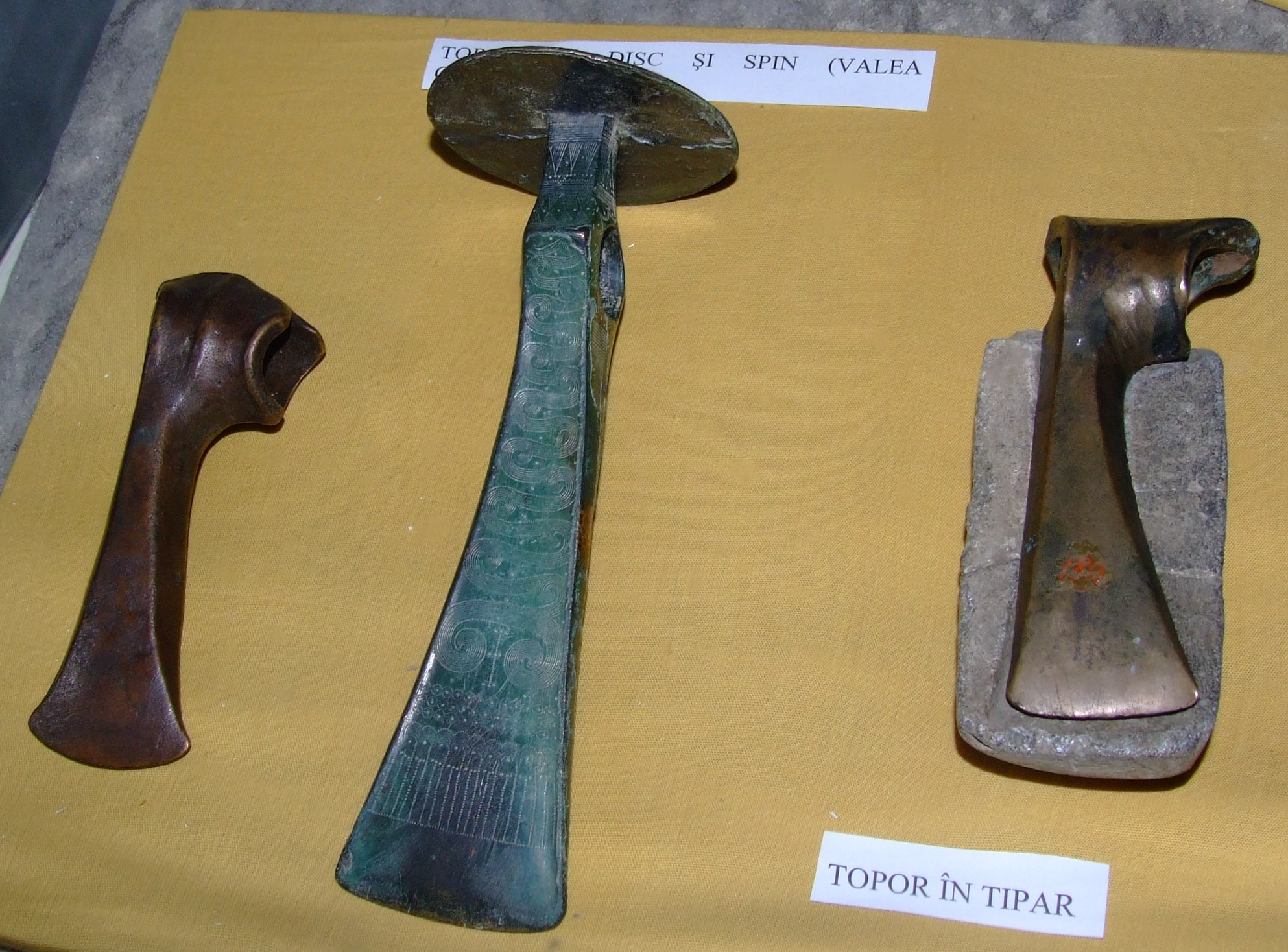

47°26′N 23°29′E / 47.433°N 23.483°E
基瓦魯盧伊鄉（羅馬尼亞語：Comuna Valea Chioarului, Maramureș），是羅馬尼亞的鄉份，位於該國西北部，由馬拉穆列什縣負責管轄，面積79平方公里，海拔高度401米，2007年人口2,275，人口密度每平方公里29人。